# العلاقات الألبانية البنينية
العلاقات الألبانية البنينية هي العلاقات الثنائية التي تجمع بين ألبانيا وبنين.

## مقارنة بين البلدين
هذه مقارنة عامة ومرجعية للدولتين:
| وجه المقارنة                                              | ألبانيا                                                    | بنين            |
| --------------------------------------------------------- | ---------------------------------------------------------- | --------------- |
| المساحة (كم2)                                             | 28.75 ألف                                                  | 114.76 ألف      |
| عدد السكان (نسمة)                                         | 3.02 مليون                                                 | 11.18 مليون     |
| الكثافة السكانية (ن./كم²)                                 | 105.04                                                     | 97.42           |
| العاصمة                                                   | تيرانا                                                     | بورتو نوفو      |
| اللغة الرسمية                                             | اللغة الألبانية                                            | لغة فرنسية      |
| العملة                                                    | ليك ألباني                                                 | فرنك غرب أفريقي |
| الناتج المحلي الإجمالي (بليون دولار)                      | 13.04 مليار                                                | 9.27 مليار      |
| الناتج المحلي الإجمالي (تعادل القوة الشرائية) بليون دولار | 33.17 مليار                                                | 22.38 مليار     |
| الناتج المحلي الإجمالي الاسمي للفرد دولار أمريكي          | 3.94 ألف                                                   | 762             |
| الناتج المحلي الإجمالي للفرد دولار أمريكي                 | 11.11 ألف                                                  | 2.03 ألف        |
| مؤشر التنمية البشرية                                      | 0.764                                                      | 0.480           |
| رمز المكالمات الدولي                                      | +355                                                       | +229            |
| رمز الإنترنت                                              | .al                                                        | .bj             |
| المنطقة الزمنية                                           | توقيت وسط أوروبا، ت ع م+01:00، ت ع م+02:00، أوروبا/تيرانا ‏ | ت ع م+01:00     |

## منظمات دولية مشتركة
يشترك البلدان في عضوية مجموعة من المنظمات الدولية، منها:
| علم المنظمة | اسم المنظمة                               | تاريخ انضمام ألبانيا | تاريخ انضمام بنين |
| ----------- | ----------------------------------------- | -------------------- | ----------------- |
|             | الاتحاد البريدي العالمي                   | ?                    | ?                 |
|             | مؤسسة التنمية الدولية                     | 15 أكتوبر 1991       | 16 سبتمبر 1963    |
|             | منظمة حظر الأسلحة الكيميائية              | ?                    | ?                 |
|             | منظمة التجارة العالمية                    | ?                    | ?                 |
|             | الأمم المتحدة                             | 14 ديسمبر 1955       | 20 سبتمبر 1960    |
|             | وكالة ضمان الاستثمار متعدد الأطراف        | 15 أكتوبر 1991       | 26 سبتمبر 1994    |
|             | منظمة الشرطة الجنائية الدولية             | ?                    | ?                 |
|             | مؤسسة التمويل الدولية                     | 15 أكتوبر 1991       | 5 فبراير 1987     |
|             | الاتحاد الدولي للاتصالات                  | 2 يونيو 1922         | 1961              |
|             | البنك الدولي للإنشاء والتعمير             | 15 أكتوبر 1991       | 10 يوليو 1963     |
|             | منظمة التعاون الإسلامي                    | ?                    | ?                 |
|             | المركز الدولي لتسوية المنازعات الاستشارية | 14 نوفمبر 1991       | 14 أكتوبر 1966    |
|             | يونسكو                                    | 16 أكتوبر 1958       | 18 أكتوبر 1960    |

## وصلات خارجية
- موقع وزارة الخارجية الألبانية